# Герб Кицманского района
Герб Кицманского района — герб Кицманского района Черновицкой области Украины, утвержден решением Кицманской районной совета 22 декабря 2001 года.
Автор — В. Гнатюк.

## Описание
Гербовый щит имеет форму прямоугольника с полукругом в основе, разделенного на 3 части зеленого, синего и серебряного цветов.
На серебряном поле щита изображено здание Успенской Свято-Вознесенской церкви, в Лужанах, которая является старейшей постройкой Буковины. На синем поле изображена «Огненный неоседланный конь», который был символом региона в начале XX века. На зеленом поле расположено три золотых буковых орешка.
Щит обрамлен узором из букового ветви, переплетенный желто-голубой лентой, символизирует государственный флаг Украины. Вершину композиции венчает цветок рододендрона, обрамленный колосьями пшеницы.

## Символика
- Зеленый цвет символизирует поля и леса.
- Синий - водные ресурсы района.
- Белый - символ еще непрочитанных страниц истории края.
- Церковь символизирует духовность.
- Конь олицетворяет стремление к свободе.
- Буковые орешки указывают на леса.
- Колоски обозначают древние земледельческие обычаи.